# 王承庆
王承庆（7世纪—717年），唐朝官员，出自琅琊王氏，唐中宗的驸马。
王承庆的高祖父是王猛是南朝陈东衡州刺史、应阳成公。曾祖父王續，官至吏部郎中。祖父王德本，官至西臺舍人。父亲王撝，官至右衛將軍。武周宰相王璿是王續哥哥王纩的孙子。唐睿宗之女淮阳公主李花山嫁给了王承庆。王承庆官至太子少詹事、临沂公。长安四年（704年）十月十六日，淮阳公主去世。两人育有一女王怜儿，开元五年（717年），王怜儿出嫁后不久，王承庆去世。